# Garmo
Garmo AG är en tysk mejerikoncern med huvudkontor i Stuttgart. Företaget grundades av Eduardo Garcia 1974 och är med varumärket Gazi specialiserat på turkiska mejeriprodukter. 
Företagets produkter framställs i Tyskland och återfinns förutom i butiker för turkisk mat hos större livsmedelskedjor som Real, Toom, Kaufland och Marktkauf. Garmo har blivit marknadsledare inom EU hos grossister och enskilda handlare av turkiska mejeriprodukter. Under varumärket Gazi erbjuder man ett komplett sortiment av turkiska ostsorter och yogurtvarianter som till exempel ayran.